# Vienna Blood
Vienna Blood è una serie televisiva thriller psicologico britannico-austriaca ambientata a Vienna, in Austria, nel Novecento. È tratta dai romanzi di Frank Tallis.

## Trama
Max Liebermann, studente di medicina e protetto di Sigmund Freud, aiuta il detective Oskar Rheinhardt nelle indagini su una serie di inquietanti omicidi venuti intorno alla Vienna dei primi anni del XX secolo.

## Episodi
| Stagione         | Episodi | Prima TV originale | Prima TV italiana |
| ---------------- | ------- | ------------------ | ----------------- |
| Prima stagione   | 3       | 2019               | inedita           |
| Seconda stagione | 3       | 2021               | inedita           |
| Terza stagione   | 3       | 2022               | inedita           |
| Quarta stagione  | 2       | 2024               | inedita           |

## Interpreti e personaggi

### Principali
- Max Liebermann, interpretato da Matthew Beard.
- Oskar Rheinhardt, interpretato da Juergen Maurer.
- Clara Weiss, interpretata da Luise von Finckh.
- Amelia Lydgate, interpretata da Jessica De Gouw (stagione 1), e da Lucy Griffiths (stagione 2).
- Rachel Liebermann, interpretata da  Amelia Bullmore.
- Mendel Libermann, interpretato da Conleth Hill.

### Secondari
- Leah Liebermann, interpretata da Charlene McKenna.
- Professor Gruner, interpretato da Oliver Stokowski.
- Ispettore/commissario Von Bulow, interpretato da Raphael von Bargen.
- Commissario di polizia August Strasser, interpretato da Simon Hatzi.
- Sergente  Haussmann, interpretato da Josef Ellers.
- Professor Matthias, interpretato da Harald Windisch.
- Daniel Liebermann, interpretato da Luis Aue.
- Therese Lindner, interpretata da Miriam Hie.
- Jonas Korngold, interpretato da Florian Teichtmeister.